# ورزشگاه تنیس انقلاب تهران
ورزشگاه مرکزی تنیس در مجموعه ورزشی انقلاب تهران یک ورزشگاه ویژه تنیس است که در بزرگراه نیایش در کنار بوستان ملت و نمایشگاه بین‌المللی تهران جای گرفته است.

## ویژگی‌ها
این استادیوم در سه طبقه دارای گنجایش ۴۱۳۹ صندلی است که تا ۷۵۰۰ نفر نیز امکان افزایش دارد. مجموعه ورزشی انقلاب دارای ۳۰ زمین روباز خاک قرمز است که به عنوان بزرگترین مجموعه تنیس خاورمیانه به شمار می‌رود. این منطقه نزدیک به ۱۷۵۰ متر از سطح از دریا بلندی دارد. استادیوم مرکزی مجموعه ورزشی انقلاب با ۳۰ سال قدمت در بخش شمالی مجموعه در کنار ساختمان اداری جای دارد. مساحت زیر بنای تقریبی آن نزدیک به ۸۲۸۰ متر مربع است.
این ورزشگاه در میان مجموعه زمین‌های تنیس مجموعه ورزشی انقلاب قرار دارد که دربرگیرندهٔ ۳۰ زمین تنیس روباز و همچنین هفت زمین سرپوشیده تنیس است. این مجموعه با مساحت ۳۰٬۰۰۰ مترمربع شامل ۲۳ زمین تنیس روزباز مطابق با استانداردهای بین‌المللی است و شش استادیوم تنیس با سقف ۱۵۳۰ نفر است که تا ۲۰۰۰ نفر نیز می‌تواند افزایش پیدا کند.
از ویژگی‌های شش استادیوم تنیس این مجموعه می‌توان به بهم‌پیوستگی آنها اشاره داشت که در دنیا بی‌مانند است، به گونه‌ای که با ایستادن در کوریدورهای آن امکان تماشای چهار مسابقه همزمان وجود دارد. در دیگر ورزشگاه‌های دنیا، یک استادیوم بزرگ و یک زمین کوچک در کنار یکدیگر قرار دارد. افزون بر این، زمین‌های تنیس از راه یک تونل میانی با استادیوم مرکزی پیوستگی دارند.

## رویدادهای ورزشی
در سال ۱۳۵۹ برای نخستین بار در استادیوم نوبنیاد مجموعه ورزشی انقلاب مسابقات جام انقلاب که برگزار گردید که در آن منصور بهرامی به همراه علی مدنی به فینال مسابقات راه یافتند که در پایان بهرامی به مقام قهرمانی دست یافت.

## رویدادهای فرهنگی
پیش از این در استادیوم تنیس انقلاب کنسرت‌های گوناگونی برگزار شده است. از آن میان می‌توان به کنسرت «سیمرغ» با آهنگسازی حمید متبسم و رهبری محمدرضا درویشی با آواز همایون شجریان در مرداد ۱۳۸۹ اشاره کرد.